# James Burnett, lord Monboddo
James Burnett, lord Monboddo, né le 25 octobre 1714 à Monboddo House, dans le comté de Kinkardine, et mort le 26 mai 1799  à Édimbourg, est un philosophe et philologue écossais.

## Biographie
Issu d’une des plus nobles et plus anciennes familles de son pays, qui descendait des anciens Burnett de Leys, lord Monboddo fit ses études au collège d’Aberdeen, puis son droit à l’université de Groningue. Il revint, en 1738, dans son pays et commença à plaider au barreau écossais, où il obtint une clientèle très considérable, se distinguant par plusieurs plaidoiries, entre autres dans la cause de la famille Douglas, qui fit beaucoup de bruit, et qu’il gagna complètement.
La rébellion qui éclata, en Écosse, en 1745 l’ayant déterminé à se retirer à Londres, et le goût des lettres balançant en lui celui de son état, il rechercha la connaissance des écrivains célèbres de son époque. Celui qui influa le plus sur son esprit fut Harris, dont il devint l’ami et partagea l’enthousiasme pour le génie des anciens Grecs. En 1767, après la mort de lord Milton, son parent, il fut nommé juge à la cour de session à Édimbourg, et prit le titre de lord Monboddo. Il conserva ce poste toute sa vie, n’ayant jamais voulu en accepter de plus élevés, et il en exerça les fonctions avec une intégrité qui lui a valu les éloges de ses contemporains.
Dans les intervalles des sessions de la cour, Monboddo se retirait dans un domaine qui lui rapportait 300 livres sterling par an, et y vivait presque en paysan parmi ses fermiers pour lesquels il avait l’affection d’un père, ne haussant jamais le bail, quelques propositions qui lui fussent faites. Son esprit méditatif s’appliqua de bonne heure à l’élude de la littérature, des arts et des lettres des anciens, surtout des Grecs. Plus il s’enfonça dans cette étude, plus son âme, concentrée dans ses affections, y trouva de sujets d’admiration, et plus il conçut de détachement envers les petitesses qui occupaient trop souvent toute l’attention de ses contemporains.
Il se fit un projet d’histoire du savoir humain, en commençant par celle du langage et, à force de rattacher à sa vaste esquisse tous les faits que lui offrait l’histoire générale, il en vint à créer un système, faux et paradoxal dans sa base, mais grand et donnant par sa conception. Les Grecs étant pour lui l’idéal des peuples, pour les élever encore plus haut, Monboddo abaissa devant eux les modernes, au point de leur refuser même la faculté d’égaler en force physique et en longévité les anciens habitants de la Grèce, et de ne les représenter que comme une race abâtardie successivement depuis l’Antiquité.

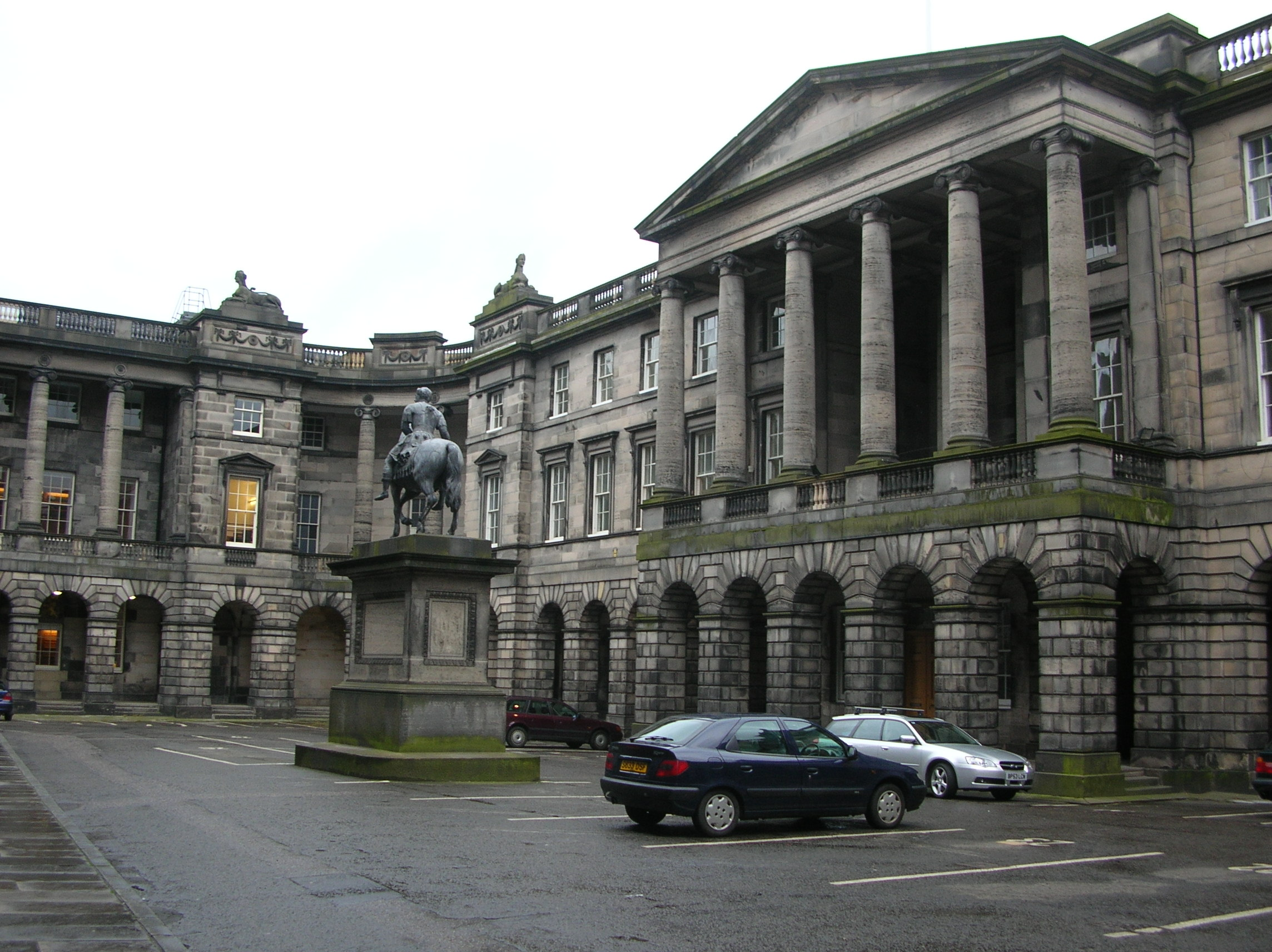
La cour de session à Édimbourg.

Par ses ouvrages, Monboddo s’était attiré des ennemis, et avait donné beau jeu à la raillerie. Herder semble néanmoins avoir apprécié ses théories, pour avoir donné, dans le discours préliminaire de la traduction allemande, par Schmidt, d’une partie de son ouvrage sur l’origine et le développement du langage (2 vol. in-8°, Riga, 1784-1786), l’appréciation la plus flatteuse sur la partie vraiment solide de ses recherches, mais le docteur Johnson fut au nombre de ses antagonistes. Monboddo ayant soutenu que tous les objets imaginables se trouvaient réellement dans la nature, quelque bizarres que l’imagination les créât, le savant critique dit, dans une société, qu’il était persuadé de ce principe, depuis qu’il avait vu la nature produire un Monboddo.
L’« Aristophane moderne », Samuel Foote, connu par ses bons mots, comparait souvent les deux antagonistes, et appelait Monboddo, probablement à cause de sa taille, une édition elzévirienne de Johnson. Celui-ci, néanmoins, dans son voyage en Écosse, reçut l’hospitalité chez le lord écossais, et le quitta, à ce qu’il assure dans la relation de ce voyage, avec des sentiments d’estime. On prétend que James Boswell avait engagé Johnson à cette visite, pour les deux antagonistes mettre aux prises.
La conversation de Monboddo se ressentait, suivant l’assertion d’un de ses amis, de l’étude profonde qu’il avait faite des auteurs anciens : elle était nerveuse, concise et pleine d’un esprit original. Ses soupers, auxquels il invitait un petit nombre d’amis, ressemblaient, par les sujets des entretiens, aux banquets des anciens sages. Monboddo y frappait d’admiration ses convives, par la forme sentencieuse et classique de ses maximes, ou par l’éloquence avec laquelle il soutenait ses théories et ses paradoxes. Il paraissait vouloir imiter les anciens jusque dans leur endurcissement aux fatigues du corps. Il prenait des bains froids pendant toute l’année, même au cœur de l’hiver et durant ses indispositions. Il dédaignait les voitures, comme d’« un usage trop efféminé », et faisait toujours à cheval le voyage d’Édimbourg à Londres. Mais vers l’âge de quatre-vingts ans, voulant aller de cette manière prendre congé de ses amis dans la capitale, il faillit mourir en route. Il survécut à sa femme, à un fils et à une fille : la perte de la dernière lui causa un chagrin violent, et hâta sa fin. Il mourut d’une attaque d’apoplexie, dans sa quatre-vingt-cinquième année.

## Philosophie

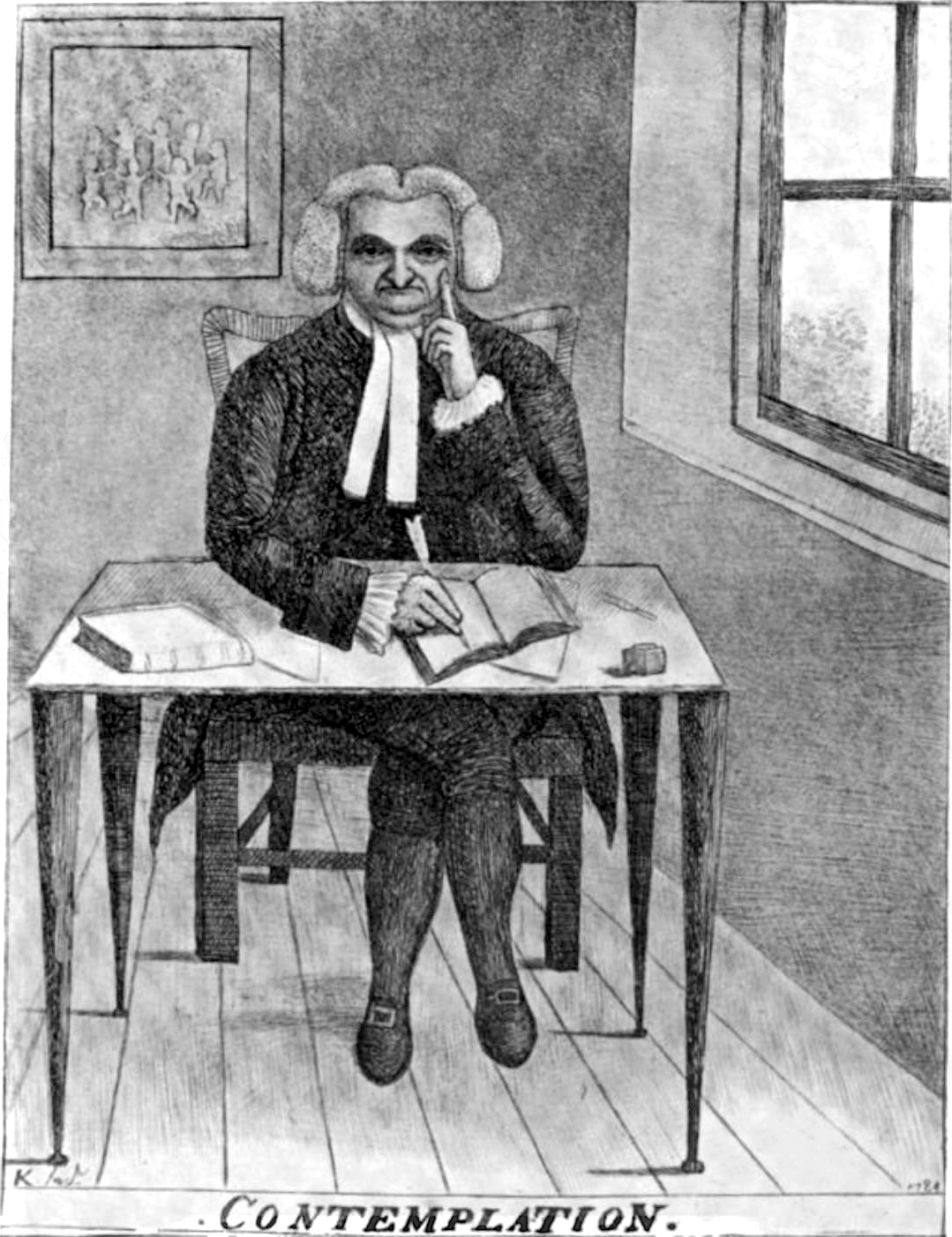
Caricature de Lord Monboddo : la contemplation.

Avant tout érudit, Monboddo s’est occupé aussi de philosophie, surtout ancienne, et il y a apporté cette même richesse de connaissances avec ce même esprit de paradoxe qui ont fait sa célébrité dans un autre genre. Burnett était en effet connu pour son excentricité : une fois où une décision sur la valeur d’un cheval avait été rendue contre lui, il refusa de siéger avec les autres juges, préférant s’asseoir au-dessous de la cour avec les clercs. Sortant, un jour d’averse, du tribunal où il officiait, il plaça tranquillement sa perruque dans sa chaise de poste avant de s’en retourner chez lui à pied. Une fois de 1787 qu’il était à la cour royale, une partie du plafond du tribunal commença à s’effondrer. Monboddo qui, âgé de 71 ans, était presque sourd et myope, fut le seul à ne pas se précipiter dehors. Quand on lui en demanda la raison, il répondit qu’il avait cru qu’il s’agissait là d’« une cérémonie annuelle, à laquelle, en tant qu’étranger, il n’avait rien à voir ».
Monboddo est l’auteur de deux grands ouvrages, dont l’un a pour titre : De l’origine et des progrès du langage (On the origin and progress of language, 6 vol. in-8°, Édimbourg, 1773-92); l’autre : Métaphysique ancienne, ou la Science des universaux (Ancient metaphisic, or the Science of the universals, 6 vol. in-4°, ib., 1779-99). Le premier est celui qui a obtenu le plus de réputation, et qui a soulevé aussi le plus vif tumulte ; car il ne renferme pas seulement une théorie du langage, comme le titre pourrait le laisser croire, mais toute une philosophie historique, où les anciens, et particulièrement les Grecs, sont exaltés avec enthousiasme, et les modernes traités avec mépris. Dans ce parallèle où les opinions les plus fausses sont défendues avec un rare talent et une science non moins remarquable, c’est surtout pour ses compatriotes que l’auteur a réservé sa sévérité.
Quant au langage, Monboddo le considère comme l’expression la plus fidèle de l’esprit humain, comme une nature infaillible à l’aide de laquelle on peut apprécier ses progrès et sa décadence. Il n’est pour lui ni une faculté naturelle, ni un don de la révélation, mais la conquête de la réflexion et du travail. Il a été inventé dans les lieux où la tradition religieuse a placé l’enfance de l’esprit humain, c’est-à-dire en Asie ; de là il s’est transmis aux Égyptiens en se perfectionnant beaucoup en route et, des Égyptiens, il a passé aux Grecs, qui lui ont imprimé le cachet de leur inimitable génie. Cette solution de la question si controversée de l’origine du langage s’écarte également de l’opinion religieuse entrevue par Rousseau, développée par de Joseph de Maistre et de Louis de Bonald, et de celle que défendaient, Condillac à leur tête, les philosophes du XVIIIe siècle. De même qu’il y a, selon Monboddo, une race d’hommes par qui le langage a été porté à la dernière perfection, il y en a d’autres chez lesquelles il n’existe pas encore ou qui l’ont complètement perdu. Ainsi, il croit à un état de l’humanité bien inférieur à la vie sauvage ; il regarde l’orang-outang comme un être humain dégradé, et admet l’existence d’êtres fabuleux, tels que les sirènes et les satyres, où l’imagination réunit la conformation de l’homme avec celle de la brute.

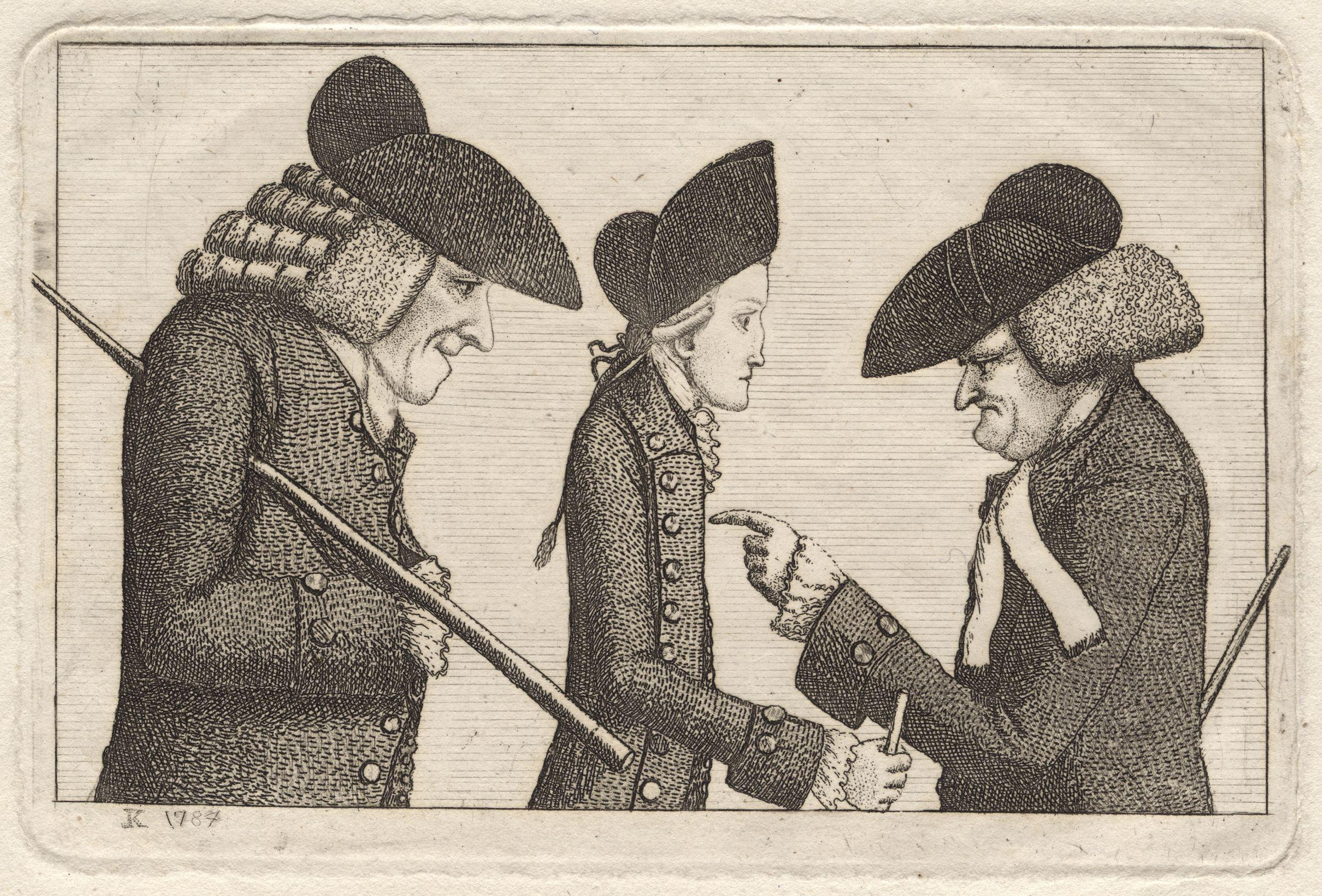
Lord Kames, Hugo Arnot et Lord Monboddo, par John Kay.

Dans l’Origine et des progrès du langage, Monboddo s’occupe déjà de la philosophie des Grecs, et il la considère comme le dernier terme de la sagesse humaine. Selon lui, les modernes n’ont jamais rien compris à la véritable philosophie ; jamais ils n’ont bien su quelle est la différence de l’homme et de la nature, de la nature et de Dieu. Isaac Newton, par exemple, le plus grand d’entre eux, détruit l’idée de la divinité par le rôle qu’il donne à la matière. Selon Monboddo, c’est à Platon et à Aristote qu’il faut demander la solution de tous les problèmes philosophiques, y compris ceux de la religion chrétienne qu’il voyait tous expliqués dans leurs œuvres, sans en excepter le dogme de l’incarnation.
Dans son second ouvrage ou la Métaphysique ancienne, Monboddo ne fait que développer et étendre ces idées, en les poussant à des conséquences encore plus forcées, s’il est possible, et en insistant avec affectation sur les paradoxes qui lui avaient attiré le plus de sarcasmes. Ce livre se compose de deux parties très distinctes : l’une, purement critique, est consacrée à la réfutation de Newton et de Locke ; l’autre, historique, a pour but de faire connaître tous les grands systèmes philosophiques de la Grèce, particulièrement celui d’Aristote. La seconde se distingue par une connaissance approfondie des sources, et quelquefois par une véritable habileté d’exposition.
Les œuvres et le nom de Monboddo furent fort peu connus hors de son pays, et même là, il était rarement pris au sérieux. On le citait bien souvent, dans les publications périodiques, les recueils littéraires de l’Angleterre et de l’Écosse, pour la singularité de sa vie et de quelques-unes de ses opinions ; on y chercherait vainement une appréciation impartiale de ses idées et de ses travaux. Monboddo semblait également étrangement préoccupé par la relation de l’homme aux autres primates. Ayant développé dans son Traité sur l’origine et les progrès du langage, l’idée que l’homme était un singe perfectionné, il croyait clairement, dans ses premières années que l’orang-outan était une forme d’homme. Il alla jusqu’à affirmer que les humains devaient tous être nés avec des queues que les sages-femmes enlevaient tout simplement à la naissance, opinion qu’il désavoua en 1773. Si ses vues furent ridiculisées par ses contemporains, nombre de commentateurs l’ont décrit par la suite comme annonçant les théories évolutionnistes de Darwin car il arguait clairement du fait que les espèces animales s’adaptent et changent pour survivre, et ses observations sur la progression adaptative des primates à l’homme soulignent clairement ses concepts sur l’évolution.

## Publications
- (en) Of the Origin and Progress of Language (6 volumes, 1773-1792)
- (en) Antient Metaphysics (6 volumes, 1779-1799)
- (en) Decisions of the Court of Session (1738-1760)
- (en) British Museum, James Burnett to Cadell and Davies, 15 mai 1796, A letter bound into Dugald Stewart, Account of the Life and Writings of William Robertson, D.D., F.R.S.E, 2e éd., Londres (1802). Shelf no.1203.f.3
- (en) Letter from Monboddo to James Harris, 31 décembre 1772; rééd. William Knight, 1900  (ISBN 1-85506-207-0)
- (en) Letter from Monboddo to Sir John Pringle, 16 juin 1773; rééd. William Knight, 1900  (ISBN 1-85506-207-0)
- (en) Letter of Lord Monboddo to William Jones dated 20 June 1789 reprinted by William Knight, Lord Monboddo and some of his contemporaries Thoemmes Press, Bristol, England (1900)  (ISBN 1-85506-207-0)
- (en) Yale University Boswell Papers, James Burnett to James Boswell, 11 April and 28 May 1777 (C.2041 and C.2042)

## Sources
- Adolphe Franck, Dictionnaire des sciences philosophiques, t. 4, Paris, L. Hachette, 1849, p. 286-8.
- Joseph-François et Louis-Gabriel Michaud, Biographie universelle, ancienne et moderne, t. 29, Paris, Michaud frères, 1821, p. 339-43.
- Gustave Vapereau, Dictionnaire universel des littératures, Paris, Hachette, 1876, p. 1321.